# Сель (Арьеж)
Сель (фр. Celles) — коммуна во Франции, находится в регионе Юг — Пиренеи. Департамент коммуны — Арьеж. Входит в состав кантона Фуа-Рюраль. Округ коммуны — Фуа.
Код INSEE коммуны — 09093.

## Население
Население коммуны на 2008 год составляло 116 человек.
| 1962 | 1968 | 1975 | 1982 | 1990 | 1999 | 2008 |
| ---- | ---- | ---- | ---- | ---- | ---- | ---- |
| 131  | 138  | 122  | 135  | 127  | 134  | 116  |

## Экономика
В 2007 году среди 85 человек в трудоспособном возрасте (15—64 лет) 65 были экономически активными, 20 — неактивными (показатель активности — 76,5 %, в 1999 году было 68,6 %). Из 65 активных работали 52 человека (33 мужчины и 19 женщин), безработных было 13 (4 мужчины и 9 женщин). Среди 20 неактивных 4 человека были учениками или студентами, 7 — пенсионерами, 9 были неактивными по другим причинам.

## Достопримечательности
- Часовня Пла-Рузо. Построена на месте, где 28 мая 1686 года молодому пастуху явилась Дева Мария. Оригинальная часовня 1695 года была разрушена в 1789 году, реконструкция началась в 1854 году и была завершена в 1878 году.